# Tricalysia kivuensis
Tricalysia kivuensis là một loài thực vật có hoa trong họ Thiến thảo. Loài này được Robbr. miêu tả khoa học đầu tiên năm 1985.